# Auboranges
Auboranges är en ort och kommun i distriktet Glâne i kantonen Fribourg, Schweiz. Kommunen hade 286 invånare (2023).